# Het levenselixir
Het levenselixir is het 145ste stripverhaal van Jommeke. De reeks wordt getekend door striptekenaar Jef Nys.

## Verhaal
Professor Gobelijn is wild enthousiast. Hij heeft een levenselixir uitgevonden. Eindelijk zal hij een grote bijdrage kunnen leveren aan de mensheid. Anatool, die nu reporter is, is er als de kippen bij wanneer Gobelijn succes boekt, en verspreidt het formidabele nieuws van het levenselixir over de wereld. Het sensationele bericht bereikt ook Buenovivos, een staatje ergens in Zuid-Amerika. Barbos Zamminez, de dictator die er de bevolking onderdrukt, wil het levenselixer in handen krijgen. Hij laat de professor ontvoeren. De dag na de ontvoering merken Jommeke en Filiberke de ontvoering op. Zij vinden de hoed van de ontvoerder, met daarin een etiket "Made in Buenovivos". Ze reizen met de vliegende bol naar de kleine Zuid-Amerikaanse staat. Ze worden door luchtafweer geraakt en komen in het oerwoud terecht. Daar worden ze gevonden door een groep boeren die tegen de gemene dictator zijn en zich in het oerwoud hebben teruggetrokken. De leider, Juan Heldos, brengt Jommeke, Filiberke en Flip naar de hoofdstad, waar Juans zus woont. Haar man Gonzo werkt in het paleis van de dictator, waar de professor wordt gevangen gehouden.
Jommeke, Filiberke en Flip dringen via de riolering het paleis van de dictator binnen. Ze ontdekken er professor Gobelijn, maar worden ontdekt en moeten vluchten. De dictator is razend en laat Gobelijn overbrengen naar El Roca, een oude Spaanse vesting die als aan adelaarsnest op een steile rots ligt. Jommeke en Filiberke besluiten Gobelijn daar te bevrijden. El Roca is echter moeilijk te bereiken, maar Heldos stelt aan de twee knapen voor om hen met een condor over te vliegen naar de vesting. Jommeke en Filiberke worden echter ontdekt door de dictator en neemt hen gevangen. Hij gebruikt de jongens als chantagemiddel om de professor te verplichten het levenselixir te maken. De professor geeft toe en drinkt ervan, ondanks Gobelijns waarschuwing dat er bijverschijnselen kunnen optreden. Flip, die is kunnen ontkomen, brengt Heldos op de hoogte van deze verwikkelingen. Alles lijkt verloren. Enkele dagen later wordt Gobelijn echter ontboden op het paleis. Het levenselixir heeft blijkbaar een omgekeerde werking. De dictator is teruggeëvolueerd naar het stadium van een mensaap. Juan Heldos wordt nu het nieuwe staatshoofd. Jommeke en zijn vrienden krijgen een onderscheiding als beloning.